# Lanthionine
Lanthionine is een niet-proteïnogeen aminozuur. Lanthionine kan beschreven worden als het monosulfide-analoog van cystine: lanthionine bestaat uit twee alanineresiduen die via een thio-ether op het β-koolstofatoom aan elkaar gekoppeld zijn. Ondanks zijn naam heeft lanthionine niets te maken met het element lanthaan.

## Ontdekking en voorkomen
In 1941 werd lanthionine voor het eerst geïsoleerd uit met natriumcarbonaat behandelde wol.  Datzelfde jaar werd ook de eerste synthese beschreven uit cysteïne en β-chlooralanine.  Lanthionine komt veel in de natuur voor, het is geïsoleerd uit menselijk haar, lactalbumine en veren.  Lanthionine is gevonden als onderdeel van de celwand van bacteriën en in een groep gen-gecordeerde peptides met antibiotische werking die bekendstaan onder de naam lantibiotica, waaronder nisine (een conserveringsmiddel), epidermin (werkzaam tegen staphylococcus en streptococcus), subtilin en ancovenin (een enzymremmer).

## Synthese
Naast de eerder genoemde synthese uit cysteïne en chlooralanine zijn er meerdere manieren beschreven om lanthionine te maken.
- op basis van cystine door onttrekken van zwavel[5]
- ringopening van het β-lacton van serine[4]
- additie van cysteïne aan dehydroalanine[6]

In de totaalsynthese van de lantibiotica is de zwavelonttrekking de enige toegepaste methode.